# Nystalea squamosa
Nystalea squamosa är en fjärilsart som beskrevs av Butler 1879. Nystalea squamosa ingår i släktet Nystalea och familjen tandspinnare. Inga underarter finns listade i Catalogue of Life.